# هلفيلة ليفية
هلفيلة ليفية (الاسم العلمي: Helvella fibrosa) هي نوع من الفطريات تتبع جنس الهلفيلة من الفصيلة الهلفيلية.